# 364 до н. е.

## Події

### У Римі
Консулами Римської республіки були обрані Гай Ліциній Кальв та Гай Сульпіцій Петік. Вони переважно займалися боротьбою з епідемією чуми, для чого були засновані театральні ігри. За свідоцтвом Лівія: «Нічого пам'ятного за цей час не відбулося, якщо не рахувати лектистернію, влаштованого для замирення богів утретє з часу заснування Міста» 

### Давньогрецькі держави
- Військо з Фів зруйнувало після облоги місто Орхомен, колишніх союзників з Беотійського союзу.

### В Азії
- засноване місто Кайфен як столиця царства Вей.

### Астрономічні явища
- 18 січня. Кільцеподібне сонячне затемнення.[2]
- 13 липня. Повне сонячне затемнення.[2]